# Aspilota viator
Aspilota viator är en stekelart som beskrevs av Sergey A. Belokobylskij 2007. Aspilota viator ingår i släktet Aspilota och familjen bracksteklar. Inga underarter finns listade.